# يا سلام
يا سلام، هو الألبوم الثالث لنانسي عجرم. صدر في 24 فبراير 2003 وهو من إنتاج كل من Relax In وMegastar.
تعاونت عجرم في الألبوم لأول مرة مع طارق مدكور وعادل عياش وسمير صفير وسليم سلامة وطوني سابا.
يعتبر الألبوم نقطة تحوّل في مسيرة عجرم حيث يمثّل خروجاً عن الصوت الكلاسيكي لإصداراتها السابقة وهما ألبومي: محتجالك (1998)، وشيل عيونك عني (2001). وبصرف النظر عن اتباعها نمطاً غنائياً جديداً فإنها أيضاً اعتمدت صورة خارجية مختلفة، تمثلت في فتاة بريئة شقيّة ومثيرة.
تلقى الألبوم عند صدوره الكثير من النقد الإيجابي من خبراء الموسيقى العربية، وأشاد بعضهم بتأليفه واتجاهه الموسيقي الذي أضفى على عجرم سمة مختلفة. وبفضل ألبوم «يا سلام» حصلت عجرم على العديد من الجوائز بما في ذلك جائزة الموريكس دور وجائزة الأسد الذهبي.
صوِّر من الألبوم ثلاث أغنيات هي: أخصمك آه، والتي أثارت الكثير من الانتقادات والجدل، لكنها حققت نجاحاً عالمياً. كما صورت أغنية يا سلام وهي الأغنية التي حملت عنوان الألبوم، وحققت نجاحاً كبيراً في أرجاء الوطن العربي. كذلك صورت أغنية «سحر عيونو» والتي أيضاً حظيت بشهرة كبيرة في مختلف البلدان العربية واحتلت المراتب الأولى في العديد من الإحصاءات، ونالت أيضاً شهرة عالمية حيث تم اقتباس لحن الأغنية لسمير صفير وتوزيعها لطارق مدكور في أغنية لفنانة أثيوبية تدعى «بونغو فلافا سينا هالي».[بحاجة لمصدر]
قدمت عجرم العديد من الأغاني من الألبوم في عروض وبرامج، مثل «الهوا هوانا» على تلفزيون دريم مع هالة سرحان. ومهرجان شم النسيم في مصر، ومهرجان جرش في الأردن.
دعماً للألبوم شرعت عجرم في أول جولة لها في الشرق الأوسط. وأعيد إصدار الألبوم في العام 2007.

## الأغاني
| رقم المسار  | العنوان     | كلمات        | ألحان            | توزيع       | المدة |
| ----------- | ----------- | ------------ | ---------------- | ----------- | ----- |
| 1           | أخاصمك آه   | فوزي إبراهيم | محمد سعد         | عادل عياش   | 5:02  |
| 2           | نسيتو جرحو  | منير بو عساف | سليم سلامة       | طوني سابا   | 4:42  |
| 3           | سحر عيونو   | نزار فرنسيس  | سمير صفير        | طارق مدكور  | 4:33  |
| 4           | إنت وبس     | وليد الشاعري | أشرف سالم        | محمد مصطفى  | 5:00  |
| 5           | يا سلام     | مصطفى زكي    | سليم سلامة       | طوني سابا   | 4:41  |
| 6           | أحلى جو     | أحمد العاصي  | سليم سلامة       | محمد مصطفى  | 3:57  |
| 7           | عيناً ترى    | سهيل الفارس  | سهيل الفارس      | محمد مصطفى  | 4:10  |
| 8           | إنت         | عادل رفول    | جورج مارديروسيان | روجيه خوري  | 4:16  |
| 9           | أشكرابلي    | عادل رفول    | شادي إبراهيم     | طوني سابا   | 3:17  |
| المدة كاملة | المدة كاملة | المدة كاملة  | المدة كاملة      | المدة كاملة | 39:37 |

## الجوائز
1- أفضل مغنية عربية، وأفضل كليب عن أغنية «أخصمك آه» في مهرجان الفيديو كليب الدولي في مصر.
2- أفضل مغنية لبنانية وأفضل كليب عن أغنية «يا سلام» في الموريكس دور.
3- جائزة الأسد الذهبي لأصغر مغني عربي.
4- جائزة إل جي للموسيقى عن فئة الشرف.
5- أفضل مغنية عربية في مجلة زهرة الخليج.